# Katrien Verstuyft
Katrien Verstuyft (Antuérpia, 21 de julho de 1982) é uma triatleta profissional belga.

## Carreira
Katrien Verstuyft competidora do ITU World Triathlon Series, disputou os Jogos de Londres 2012, ficando em 28º.